# Минасян, Микаел Араевич
Микаел Араевич Минасян (арм. Միքայել Արայի Մինասյան; род. 1 октября 1977, Ереван) — армянский дипломат, политический деятель. Посол Армении в Ватикане (2013—2018).

## Биография
Родился 1 октября 1977 года.
С 1993 по 1996 год учился в армянском колледже Мурад-Рафаелян в Венеции. С 1996 по 2000 года учился в магистратуре Университета Триеста. Защитил диссертацию по теме «Геостратегическая и геополитическая динамика на Кавказе». С 2001 по 2004 год учился в аспирантуре Институте истории НАН РА, где занимался темой «Армянский вопрос и армянская церковь в 1877—1878 гг.».
С 1999 по 2000 год работал руководителем совместной программы МИД Армении и МИД Италии по профессиональному обучению для младших дипломатов в Университете Триеста.
С 1999 по 2002 год являлся сотрудником аппарата члена Европейского парламента Деметрио Волчича. Являлся вице-председателем делегации Европарламента на Южном Кавказе и советником по отношениям Европейского союза со странами Южного Кавказа.
С 2000 по 2003 год входил в комиссию Международного Европейского движения в Армении. В это же время основал организацию «Европейское движение» в Армении.
С 2005 по 2013 год являлся почётным консулом Сан-Марино в Армении.
В 2007 году стал помощником премьер-министра Армении, пробыв в этой должности до 2008 года. С 2008 по 3 ноября 2011 год — первый заместитель начальника руководителя аппарата Президента Армении Сержа Саргсяна.
Накануне парламентских выборов 2012 года вошёл в предвыборный штаб Республиканской партии Армении. В январе 2013 года стал руководителем предвыборного штаба Сержа Саргсяна.
В марте 2013 года был назначен послом Армении в Ватикане, став первым дипломатом, занявшим эту должность не по совместительству. 10 декабря 2013 года был назначен Чрезвычайным и Полномочным Послом Армении при Мальтийском ордене. В мае 2016 года по совместительству был назначен послом Армении в Португалии с резиденцией в Ватикане. В ноябре 2018 года Минасян был отозван с должности посла Армении в Ватикане.
В апреле 2018 года стало известно, что Комитет государственных доходов Армении обвинил Минасяна в незаконном обогащении, представлении в декларации о доходах и имуществе ложных сведений и легализации имущества, полученного преступным путём. В мае 2020 года Суд общей юрисдикции Еревана удовлетворил ходатайство Комитета государственных доходов и арестовал Минасяна. Уже в следующем месяце данное решение было отменено Апелляционным уголовным судом. В сентябре 2020 года Суд общей юрисдикции Еревана вновь принял решение арестовать Минасяна.
В феврале 2019 года объявил о создании образовательно-культурного фонда «Асратян-Минасян».
В 2020 году Минасян обвинил родственников премьер-министра Армении Никола Пашиняна в контрабанде сигарет, оружия и бриллиантов. После того как Пашинян подписал заявление о прекращении огня в Нагорном Карабахе с 10 ноября 2020 года, Минасян отозвался на это следующим текстом: «Он подписал это… Никол и его банда обманывали людей, вводя их в заблуждение слухами о „победе“. Будь ты проклят, Никол!».

## Награды и звания
- Медаль «Вачаган Барепашт» (5 мая 2015 года, Нагорно-Карабахская Республика)[16]
- Большой крест рыцарского ордена Пия IX (16 марта 2016 года, Ватикан)[16][17]
- Орден «За заслуги перед Отечеством» II степени (17 сентября 2016 года)[18][16]
- Великий офицер Ордена заслуг Суверенного военного Мальтийского ордена (24 октября 2016 года, Мальтийский орден)[16]
- Большой крест Ордена заслуг Суверенного военного Мальтийского ордена (11 декабря 2017 года, Мальтийский орден)[16][19]

## Личная жизнь
Женат на Ануш Саргсян — старшей дочери Сержа Саргсяна, президента Армении в период с 2008 по 2018 год.
Крёстным родителем Микаела Минасяна является Виктор Мнацаканян, глава района Кентрон Еревана, который также входил в блок «Мой шаг».